# NGC 2502
NGC 2502 је спирална галаксија у сазвежђу Прамац која се налази на NGC листи објеката дубоког неба.
Деклинација објекта је - 52° 18' 25" а ректасцензија 7h 55m 51,5s. Привидна величина (магнитуда) објекта NGC 2502 износи 12,2 а фотографска магнитуда 13,2. NGC 2502 је још познат и под ознакама ESO 209-8, AM 0754-521, PGC 22210.